# Bactrocera caryeae
Bactrocera caryeae
 es una especie de díptero que Kapoor describió por primera vez en 1971. Bactrocera caryeae pertenece al género Bactrocera de la familia Tephritidae.